# Thibault Abrial
 (février 2021).
Si vous disposez d'ouvrages ou d'articles de référence ou si vous connaissez des sites web de qualité traitant du thème abordé ici, merci de compléter l'article en donnant les références utiles à sa vérifiabilité et en les liant à la section « Notes et références ».
Pour les articles homonymes, voir Abrial.
 Thibault Abrial est un guitariste français né le 27 juin 1965. Il a notamment été second guitariste du groupe Trust en 1980 et 1983. Il a également joué avec Johnny Hallyday et Michel Berger.

## Biographie
Thibault Abrial est le fils du chanteur Patrick Abrial. Il a démarré avec lui dans la formation éponyme Abrial's avec l'album La Fille du Boucher, qui sera suivi de nombreuses tournées.
À partir de 1985, il devient musicien de studio, et enregistre pour Michel Berger, Johnny Hallyday, Montserrat Caballé, Renaud Hantson, et participe à l'enregistrement de la B.O du film Sac de nœuds de Josiane Balasko.
En 1992, il réunit autour de lui plusieurs guitaristes pour l'album Furioso puis intègre ensuite le groupe de Johnny Hallyday avec lequel il fera plusieurs tournées dont Bercy 92 et Parc des Princes 93.

## Style
Le style de Thibault Abrial est très influencé par le metal, le rock, le shred ainsi que le blues.

## Discographie

### AvecJohnny Hallyday
- 1989 : Cadillac ;
- 1992 : Crédité comme co-compositeur de la chanson Tout donné avec : B. Bonvoisin, E. Bamy, Jannick Top ;
- 1992 : Bercy 92 - CD et DVD ;
- 1993 : Parc des Princes 93 - CD et DVD.

### AvecRenaud Hantson
- 1990 : Album Petit Homme
- 1991 : Single Géant (Extrait de l'album La Légende de Jimmy)
- 1991 : Album Furioso
- 1992 : Album A.M.O.U.R

## B.O et Séries TV
- 1985 : Sac de Nœuds de Josiane Balasko
- 1996 : Bernie de Albert Dupontel
- 2001 : Crosswind de Patrick Passe
- 1998 : Taxi, guitariste sur le cover de Dick Dale Misirlou dans les B.O des trois films
- 1999 : Taxi2, idem
- 2002 : Taxi3, idem
- 2002 :  La vie devant nous série TV créée et diffusée sur TF1 ainsi que TF6
- 2009 :  La vie est à nous série TV créée et diffusée sur TF1

### DVD & VHS
- 1992 :  Johnny Video Magazine N°2 (VHS) : Version intégrale  et inédite de J'ai Tout Donné à Bercy 92
- 1993 :  Johnny Hallyday : Bercy 92
- 1993 :  Johnny Hallyday : Parc des Princes 93
- 1993 :  Johnny Hallyday : Les coulisses du Parc
- 1998 :  Johnny Hallyday :  Les coulisses (Parc des Princes 93/Stade de France 98)
- 2001 :  Crosswind de Patrick Passe (Dans Le Sud)

## Video pédagogique
- 1994 : Techniques & Effets de Jeu à la Guitare (Éditions Connection)

## Cours
- 2005-2006 : Enseigne la Guitare Shred-Metal-Rock-Blues au Village Musiques Actuelles ATLA à Paris

### Autres participations
- 1982 : Abrial's : Album La Fille du Boucher, avec Patrick Abrial
- 1987 : Christine Lidon : Maxi 45 T Au Fond des Routes
- 1989 : Johnny Hallyday : Album Cadillac, avec Johnny Hallyday
- 1990 : La Légende de Jimmy Album de Luc Plamondon et Michel Berger
- 1991 : No : Single The Gospel Rap
- 1992 : No : Album No Problem
- 1992 : Tycoon Album de Michel Berger et Tim Rice (Starmania Version Anglaise)
- 1992 : Johnny Hallyday : Album Bercy 92, avec Johnny Hallyday
- 1993 : Johnny Hallyday : Album Parc des Princes 93, avec Johnny Hallyday
- 1995 : de la F. : Album La Raison du Plus Fort, avec de la F.
- 1995 : Guitares Attitude, 4 albums de guitare rock, jazz, blues, acoustique avec 60 guitaristes Français dont Pierre Chaze, Mathias Desmier, Raoul Vomi, Christophe Godin, etc.
- 1996 : STS, Album Système Solaire, avec Jannick Top, Éric Séva, Claude Salmiéri
- 1997 : Montserrat Caballé, Album Montserrat Caballé dans la chanson en duo avec Johnny Hallyday
- 2009 : Jannick Top, Album Infernal Machina, avec Jannick Top
- 2009 : Angher, Album Hidden Truth, avec Angher.

## Avec Angher
- 2009 : Angher, Album Hidden Truth chez Dark Star Records avec Grégoire Korniluk (Electric Cello),Adriano Almeida (vocals),Yves-Marie Lebert (Drums),Hugo Coste (Bass) ainsi que Stéphane Buriez à la production.